# Yves Sioui Durand
Pour les articles homonymes, voir Sioui.
Yves Sioui Durand (né à Wendake le 11 mai 1951) est un écrivain, dramaturge, acteur et metteur en scène québécois, d'origine huronne-wendate. Il est le pionnier du théâtre amérindien au Québec et fondateur des productions Ondinnok.

## Biographie
Né dans la réserve autochtone huronne-wendate de Wendake, sur le territoire Nionwentsïo, près de la ville de Québec, Yves Sioui Durand est un artiste pluridisciplinaire et pionnier du théâtre autochtone contemporain,. Il a écrit plus d'une vingtaine de textes dramatiques et mis en scène près de trente productions. Ses oeuvres ont été publiées en Amérique du Sud et en Europe, notamment. Parmi les plus connues, on retrouve Le Porteur des peines du monde (1985), Atiskenandahate - Le Voyage au pays des morts (1988), La Conquête de Mexico (1991), Iwouskéa et Tawiskarom (1999), Kmukamch l'Asierindien (2002).
Sioui Durand s’est fait remarquer lors de sa première performance, en 1983, avec Le Porteur des peines du monde. L'œuvre remporte le Prix Américanité du Festival des Amériques de 1985, et la pièce est traduite vers l’anglais en 1995. La performance, un spectacle solo en neuf scènes, agence les thèmes des traditions et des revendications contemporaines autochtones, des rituels et de la modernité scénique.
En 1985, il fonde à Montréal, avec Catherine Joncas et John Blondin, la compagnie théâtrale Ondinnok, qui signifie « les désirs secrets de l’âme » en langue huronne, la première compagnie autochtone professionnelle du Québec. La compagnie « vise un processus d’autoreconnaissance individuelle et collective par et pour les peuples autochtones ». Selon Philip Wickham, Catherine Joncas et Yves Sioui Durand « ont sonné le réveil d'une identité autochtone actuelle, par une pratique qui veut faire renaître la mythologie huronne-iroquoïenne ».De 1995 à 1997, Sioui Durand s’investit auprès de la communauté atikamekw de Manawan, auprès de laquelle il développe un « théâtre de guérison » par l’entremise d’Ondinnok.
Dans le cadre des travaux d’Ondinnok, Sioui Durand et Joncas ont visité le village de San Pablo Rabinal au Guatémala en 2007 afin de discuter avec la troupe de théâtre El Baile Danza Rabinal Achí. Les discussions ont mené à la présentation, en juin 2010, d’une version contemporaine du Rabinal Achí, une forme de théâtre amérindien précolombien, un théâtre cérémoniel maya dansé, en un spectacle intitulé Xajoj Tun Rabinal Achí. Pour Sioui Durand, « il s’agissait d’une réappropriation du dialogue avec [ses] ancêtres éloignés, du bris des conceptions coloniales qui divisèrent les Autochtones que nous sommes en groupes culturels isolés derrière des frontières qui n’ont jamais existé pour nous ».
En 2011, Sioui Durand réalise le film Mesnak, inspiré du Hamlet de Shakespeare, dans la réserve innue de Maliotenam, près de Sept-Îles. Il s’agit du premier long métrage de fiction amérindienne au Québec, réalisé en langues française et innue, dont la distribution est composée majoritairement d’acteurs autochtones non-professionnels. Le film remporte le laurier du meilleur film, ainsi que les prix d’interprétation masculine et féminine lors du 37e American Indian Festival de San Francisco en 2012,. Il remporte également le prix du meilleur film au Southwestern Association for Indian Art de Santa Fe.
De 2013 à 2017, il a dirigé la biennale multidisciplinaire Le printemps autochtone d’art. À l’été 2017, Sioui Durand cède sa place de directeur artistique d’Ondinnok à l’acteur Dave Jenniss, et devient membre du conseil d’administration.

## Œuvres

### Théâtre
- Le porteur des peines du monde, Montréal, Leméac, 1992, 61 p. (ISBN 9782760901988)
- La conquête de Mexico : adaptation dramatique du Codex de Florence : théâtre, Montréal, Trait d'union, 2001, 199 p. (ISBN 9782922572711)
- Le nid de l’aigle : adaptation libre de récits mythiques de peuples sibériens, mongols, yana, modoc et klamath, Wendake, Hannenorak, 2013, 66 p. (ISBN 9782923926094)

### Essais
- Aimititau! Parlons-nous !, Montréal, Mémoire d'encrier, 2008, 336 p. (ISBN 978-2-92315-378-0)
- Okihoüey Atisken/L’esprit des os : écrits théoriques, poétiques et polémiques, Québec, Presses de l'Université Laval, 2020, 9782763748603 p., p. 199
- Xajoj Tun: le Rabinal Achi d’Ondinnok: réflexions, entretiens, analyses, Québec, Presses de l'Université Laval, 2021, 157 p. (ISBN 9782763737140)

### Filmographie
- Mesnak, Montréal, K-Films Amérique, 2011, 96 min.

## Prix et honneurs
- 1985 : Prix Américanité, Festival de théâtre des Amériques pour Le porteur des peines du monde[1]
- 2008 : Prix Dr Bernard Chagnan Assiniwi, Festival Présence autochtone de Montréal[3]
- 2012: Prix du meilleur film au 37e American Indian Festival de San Francisco pour Mesnak[13]
- 2012: Prix d’interprétation masculine à Victor Trelles Turgeon au 37e American Indian Festival de San Francisco pour Mesnak[13]
- 2012: Prix d’interprétation féminine à Ève Ringuette au 37e American Indian Festival de San Francisco pour Mesnak[13]
- 2012: Prix du meilleur film au Southwestern Association for Indian Art de Santa Fe pour Mesnak[15]
- 2017: Prix de la réalisation artistique (théâtre) du Prix du Gouverneur Général pour les Arts du spectacle[16]
- 2018 : Compagnon de l'Ordre des arts et des lettres du Québec[17]